# Distretto di Bordj Okhriss
Il distretto di Bordj Okhriss è un distretto della provincia di Bouira, in Algeria, con capoluogo Bordj Okhriss.